# Llyra
Llyra es un personaje ficticio, una supervillana que aparece en los cómics estadounidenses publicados por Marvel Comics.

## Historial de publicaciones
Llyra apareció por primera vez en Sub-Mariner #32 (diciembre de 1970) y fue creada por Roy Thomas y Sal Buscema.

## Biografía ficticia
Llyra Morris nació en el área de Milolii en la gran isla de Hawái. Ella es la hija de Llyron, un miembro del Homo mermanus que respira agua y que habita en Lemuria, y Rhonda Morris, una mujer de la superficie que heredó el oceanario de su padre en Hawái. Llyron fue tomada cautiva por hombres empleados por Morris, que buscaban especímenes marinos para exhibir. Rhonda Morris se enamoró del marinero y, a pesar de que ninguno de los dos podía vivir en el entorno del otro sin ayuda durante mucho tiempo, pronto se casaron. Llyron decidió no regresar a Lemuria y ayudó a su esposa a encontrar peces exóticos para su oceanario. Murió unos meses después de casarse, salvando a su esposa de un tiburón. Morris tuvo una hija a la que llamó Llyra. El bebé era capaz de respirar aire y agua, y más tarde demostraría otros poderes mutantes, en particular la capacidad de alterar la coloración verdosa de su piel y cabello para que se parecieran al de su madre. Cuando Llyra llegó a la adolescencia, desarrolló un trastorno de identidad múltiple y comenzó a creer que cuando cambió su piel a rosa, ella era otra persona, su hermana gemela imaginaria Laurie. Al llegar a la edad adulta, Llyra viajó a la tierra de su padre, Lemuria, y a través de elaboradas maquinaciones y el uso de su otro poder mutante para controlar telepáticamente a los animales marinos, usurpó el trono de su benevolente gobernante, el rey Karthon, convirtiéndose en gobernante de Lemuria. Varios días después de su golpe, el príncipe Namor, el Sub-Marinero de Atlantis, un amigo de Karthon, viajó a Lemuria para buscar una alianza contra la contaminación oceánica de la gente de la superficie. Al encontrar a Karthon encadenado, Namor se enfrentó a Llyra en la batalla. Llyra envió a algunas de las criaturas más formidables de las profundidades en Namor, pero Namor prevaleció. Luego, Llyra quedó atrapada en un deslizamiento de rocas causado por un cachalote bajo su mando y resultó gravemente herida, aparentemente muerta. Karthon fue liberado y recuperó el trono.
Namor devolvió el cuerpo de Llyra a su madre para el entierro, pero Rhonda Morris descubrió que su hija solo estaba en coma. Usando tecnología especial adquirida de una fuente no revelada, Morris resucitó a Llyra. Llyra viajó a Lemuria para reclutar mercenarios que la acompañaran a Atlantis, donde podría vengarse de Namor. Llyra y sus hombres secuestraron a Lady Dorma, la futura esposa de Namor, y la llevaron al oceanario propiedad de su madre. Luego, Llyra usó sus poderes de camaleón para disfrazarse de Dorma. Tan pronto como terminó la ceremonia de la boda, Llyra se reveló a sí misma, afirmando que ahora era la esposa de Namor, no Dorma. Sin embargo, de acuerdo con la ley atlante, aunque la verdadera Dorma no estaba presente, todavía era Dorma quien ahora era la esposa de Namor. Cuando se enteró de que su táctica falló, Llyra huyó de Atlantis. Namor la rastreó hasta el oceanario de su madre. Al presenciar su acercamiento, Llyra rompió el cilindro lleno de agua que sostenía a Dorma, y cuando Namor la alcanzó, Dorma se había asfixiado.
Llyra escapó y se convirtió en una subversiva profesional, y pronto se alió con el enemigo de Namor, Tiburón Tigre, y su asistente Gerard Lymondo. Los tres despertaron a la criatura que habitaba en el océano Krago para vencer a Namor y secuestraron al padre humano de Namor, Leonard McKenzie. En el curso de la batalla con Namor, Tiburón Tigre le partió el cráneo a McKenzie con un tubo de plomo, y él y Llyra huyeron. Llyra abandonó al Tiburón para aliarse con el primo de Namor, Byrrah. Los dos secuestraron al pariente de Namor, Namorita, para usarlo como rehén contra Namor. En su pelea con Namor, Llyra se deslizó en un manantial de petróleo en el fondo del océano y aparentemente se ahogó. También se demostró que Llyra había envenenado fatalmente a Namora, (aunque más tarde se reveló que Namora todavía estaba viva). De una manera aún no revelada, Llyra había sobrevivido al manantial de aceite. Después de permanecer oculta durante un tiempo, Llyra liberó a los criminales de la superficie, el Mago, el Hombre de Arena y Trapster de la prisión, para ayudarla a llevar a cabo su último complot sobre la vida de Namor. Llyra y estos criminales formaron los nuevos Cuatro Terribles y lucharon contra Namor y Spider-Man. Su plan, en el que se suponía que Namor se volvería loco por la adquisición del sentido arácnido de Spider-Man, fracasó y Namor llevó a Llyra de regreso a Atlantis para ser juzgada.
Más tarde, Llyra fue liberada de la prisión por Ghaur y se convirtió en la gran sacerdotisa de Set, desempeñando un papel en los eventos de Atlantis Attacks. Se alió con el Señor Deviante Ghaur para lograr el reinado de Set. Llyra y Ghaur reclutaron a Krang y Attuma para su plan. Llyra y Ghaur luego reconstruyeron la Corona Serpiente. Su intento de sacrificio de siete hembras sobrehumanas fue frustrado, y Llyra y Ghaur lucharon contra Namor, Los 4 Fantásticos y Los Vengadores. Llyra fue teletransportada lejos, y la nueva Corona Serpiente fue enterrada en una fisura submarina. Más tarde reapareció, deseando tener al hijo de Namor como un plan para ganar el trono atlante. Incapaz de hacerlo, hizo lo mejor que podía hacer y se acostó con Leon McKenzie, el nieto completamente humano del padre de Namor, Leonard McKenzie. Aunque ninguno de los dos McKenzie se sentó nunca en el trono de Atlantis, debido a sus estatutos, el producto de la unión, Llyron ha envejecido artificialmente, era un heredero legítimo y tomó temporalmente el trono antes de que Namor lo recuperara.
En los eventos durante la historia de Atlantis Rising, Llyra fue traicionada por su propio hijo, Llyron, y la dejó muerta, encadenada dentro de los muros de la destruida Atlantis. El príncipe Namor se encontró con ella allí, donde le rogó que la liberara de los grilletes. En cambio, el príncipe Namor la dejó sin piedad para morir.
Llyra apareció en la miniserie "Marvel Tarot", que se centra en personajes relacionados con la magia. Aquí había sido suplantada por su rival Nagala como suma sacerdotisa de Set, y también había sido transformada en una bruja marina guardiana debido al disgusto de su dios. Al final, Nagala también cae en desgracia ya que pierde la Corona Serpiente ante el mago intruso Ian McNee, y los dos luchan por convertirse en la concubina favorita de Set.

## Poderes y habilidades
Llyra es miembro de la rama lemuriana de la raza Homo mermanus cuyos poderes de cambio de forma son una habilidad mutante. Como todos los Atlantes y Lemurianos, Llyra tiene un cierto grado de fuerza y durabilidad sobrehumanas, y es capaz de resistir las presiones del océano. Puede respirar bajo el agua y soportar la presión extrema del agua y las temperaturas bajo cero del mar. Se diferencia en su capacidad para alterar la pigmentación de su piel para que parezca humana, atlante o lemuriana. Ella también posee un control psiónico sobre ciertos órdenes de vida marina, incluidos los gigantescos monstruos marinos. Como sirvienta de Set, también puede poseer ciertas habilidades como mística.
Llyra poseía temporalmente ciertos poderes hipnóticos conferidos por el Dios Serpiente Set.
Llyra lleva un traje de tela antibalas. Lleva varios armamentos atlantes y del mundo de la superficie. Ocasionalmente emplea embarcaciones submarinas, y una vez utilizó los discos antigravedad del Mago para volar.